# Карачаевская лошадь

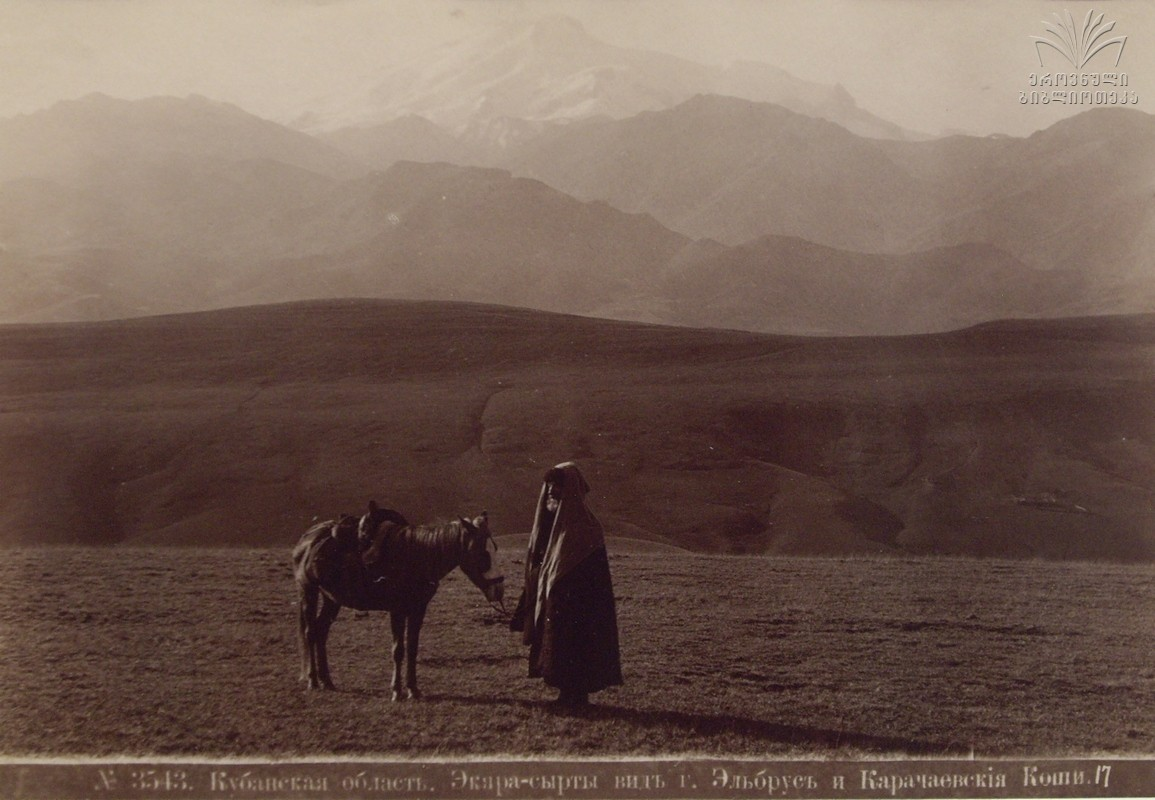
Карачаевская лошадь 1890 год.

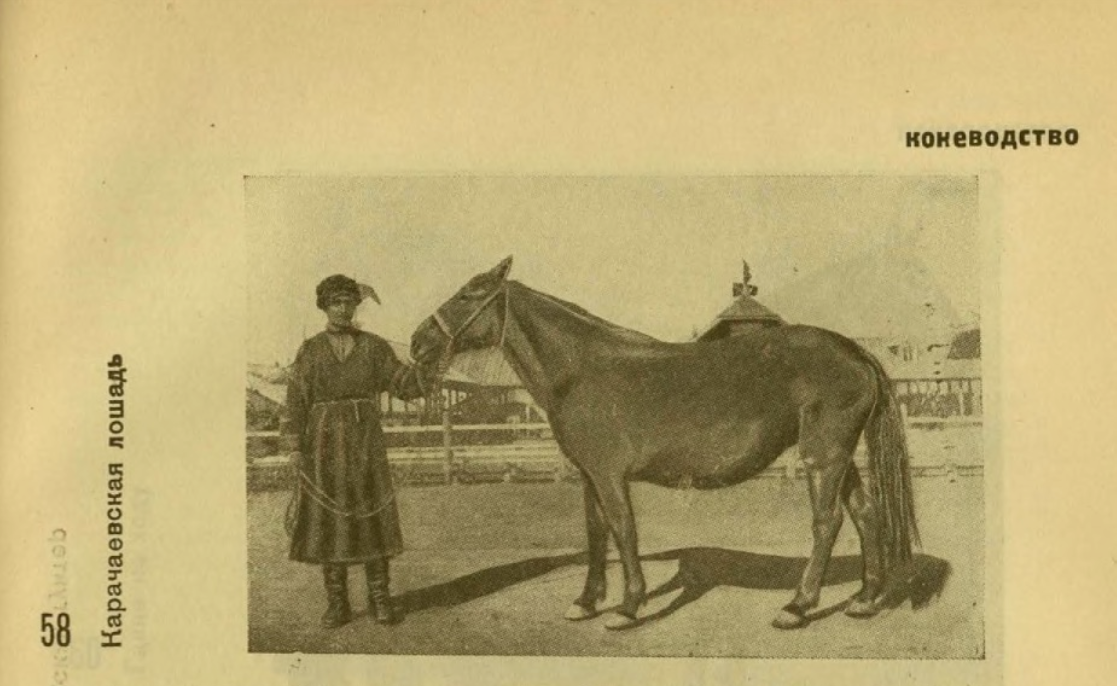
Карачаевская лошадь 1933 год.

Карачаевская порода лошадей (карач.-балк. къарачай ат, карачаевская лошадь) — порода верхово-упряжного типа, горская порода Северного Кавказа. Родиной лошадей является высокогорный Карачай у истоков реки Кубань. В Государственном реестре селекционных достижений, допущенных к использованию, карачаевская порода лошадей значится как верховая лошадь, под номером 9354442 (оригинатор № 1278). Порода выведена путём улучшения местных лошадей восточными жеребцами. Табунное содержание карачаевских лошадей летом на пастбищах в горах, с сильно пересечённым рельефом при резких колебаниях температуры и влажности, а зимой — в предгорьях и на равнине с незначительной подкормкой сеном способствовали выработке у этих лошадей приземистости, хорошей подвижности, особой стойкости к неблагоприятным внешним условиям.

## Общие характеристики породы
Согласно предложенной кандидатом с.-х. наук В. И. Калининым (в соавторстве с профессором Г. Г. Хитенковым и др.) в 1939 году классификации конских пород, карачаевские лошади относились к смешанным группам (Южная и Северная), переходным по воздействию человека, быстроаллюрным верховым лошадям.
По классификации профессора В. О. Витта, карачаевская порода относилась к эйризомной (широкотелой) группе пород монгольского корня. Карачаевские лошади неприхотливы, на редкость работоспособны, отличались хорошей координацией движений, крепкой конституцией, устойчивостью к различным заболеваниям, выносливостью. Карачаевские лошади были способны делать длительные переходы в любое время суток, по камням и бездорожью, «в лютый мороз и жестокий зной». Крепкий копытный рог «не снашивается даже там, где не выдерживают стальные подковы».
Отличительной особенностью современных карачаевских лошадей является очень «мягкий и производительный шаг». При этом многие лошади идут своеобразным аллюром, похожим на иноходь, развивая на шагу скорость до 12 км в час.

### Генеалогические линии жеребцов
В карачаевской породе в конце 20-х годов XX века были заложены генеалогические мужские линии жеребцов, получившие дальнейшее развитие. Одной из наиболее значительных стала линия вороного жеребца Даусуза. Потомки его характеризовались крепостью конституции, массивностью и высокой плодовитостью, универсальной работоспособностью. Позднее, в пятидесятых, с использованием двух новых жеребцов, путём вводного скрещивания, были созданы ещё две мужские линии: 166 Залога и 79 Арсенала. Они удачно вписались в карачаевскую породу, расширив её генофонд. Одной из наиболее ценных линий, стали потомки вороного англо-карачаевского Лувра, лошади этой линии завершили формирование генеалогической структуры карачаевской породы лошадей.
Таблица 1. Линейная принадлежность лошадей карачаевской породы, записанных в V том Госплемкниги (1993 г.)
| Линии    | Жеребцы          | Жеребцы     | Кобылы           | Кобылы      | Количество голов | Процент (%) |
| Линии    | Количество голов | Процент (%) | Количество голов | Процент (%) | Количество голов | Процент (%) |
| -------- | ---------------- | ----------- | ---------------- | ----------- | ---------------- | ----------- |
| Аргамака | 11               | 8,5         | 41               | 8,3         | 52               | 8,3         |
| Атласа   | 7                | 5,4         | 35               | 7,1         | 42               | 6,7         |
| Борея    | 15               | 11,5        | 74               | 14,9        | 89               | 14,2        |
| Даусуза  | 21               | 16,2        | 54               | 10,9        | 75               | 12,0        |
| Дубочка  | 32               | 24,6        | 92               | 18,6        | 124              | 19,8        |
| Зураба   | 14               | 10,8        | 61               | 12,3        | 75               | 12,0        |
| Кобчика  | 10               | 7,7         | 53               | 10,7        | 63               | 10,1        |
| Орлика   | 8                | 6,2         | 22               | 4,4         | 30               | 4,8         |
| Лок-Сена | 7                | 5,4         | 38               | 7,7         | 45               | 1,6         |
| Историка | 5                | 3,8         | 5                | 1,0         | 10               | 1,6         |
| Прочие   | —                | —           | 20               | 4,0         | 20               | 3,2         |
| Всего:   | 130              | 100         | 495              | 100         | 625              | 100         |

### Внутрипородные типы в породе
Карачаевская лошадь старого типа была некрупной, сухой, очень подвижной и выносливой, была хорошо приспособлена к суровым условиям табунного содержания и использования в горной местности. В настоящее время работоспособность лошадей этой породы повысилась, они стали крупнее, не утратив при этом ценных качеств. В пределах породы карачаевские лошади разделяются на три типа: характерный, массивный и верховой.
Таблица 2. Кобылы этих типов характеризуются следующими промерами (в см).
| Тип         | Высота в холке | Длина туловища | Обхват груди | Обхват пясти |
| ----------- | -------------- | -------------- | ------------ | ------------ |
| Характерный | 150            | 156            | 183          | 19,1         |
| Массивный   | 148            | 154            | 185          | 19           |
| Верховой    | 152            | 154            | 180          | 19           |

Наиболее распространены представители характерного типа — лошади верхово-упряжного склада, наиболее соответствующие эталону, эти лошади используются для работы под седлом, в параконной упряжи. Верховой тип: относятся в основном лошади, имеющие небольшое прилитие крови чистокровной верховой породы, как правило, в пределах 1/8, более рослые, сухие, несколько облегченные. Лошади верхового типа ценятся как разъездные, хорошо используются в туризме, могут быть подготовлены для соревнований по классическим видам конного спорта. Лошади же массивного типа — это низкорослые, широкотелые, растянутые и костистые. Они используются больше на транспортных работах в упряжи, реже для всадников — чабанов или под вьюком. Эти лошади хорошо сохраняют упитанность тела во все сезоны года, они наиболее неприхотливы к условиям.

### Плодовитость карачаевских кобыл
Ценным свойством лошадей карачаевской породы является их высокая плодовитость. По материалам конного завода и племенных ферм КЧР показатели воспроизводства кобыл составляли примерно: зажеребляемостъ — 86-92 %, благополучная выжеребка — 83-89 %. Карачаевские лошади при относительной позднеспелости отличаются долголетием, и многие жеребцы и кобылы карачаевской породы, используются в племенном разведении сроком до 22-25 лет и более. Так, карачаевская кобыла «Грустная» в возрасте 24 лет принесла своего 21 жеребёнка.
Таблица 3. Показатели плодовитости кобыл карачаевской породы по V тому ГПК.
| Группы кобыл                 | Число плодовых лет | Холостений % | Абортов % | Благополучной выжеребки % |
| ---------------------------- | ------------------ | ------------ | --------- | ------------------------- |
| Карачаевского конного завода | 1981               | 8,1          | 2,6       | 89,3                      |
| Колхозов и совхозов КЧР      | 1032               | 14,4         | 2,7       | 82,9                      |
| Всего по породе              | 3013               | 10,3         | 2,6       | 87,1                      |

Карачаевских кобыл также скрещивают с чистокровными-верховыми производителями. Лошади англо-карачаевской породной группы резвее, крупнее чистопородных карачаевских, и имеют более правильный экстерьер, хорошее качество движений, но сохраняют при этом крепость конституции. Имеют прочные конечности, и относительно неприхотливы к условиям содержания. Англо-карачаевские лошади часто успешно выступают в конкуре, троеборье и стипль-чезах.

## Распространённые масти в породе
Представителям современной карачаевской породы присущи темные масти: вороная, караковая, темно-гнедая, реже гнедая; белые отметины практически не встречаются.
По данным от 1939 г. 58 % лошадей суммарной группы и 61 % элитной гнедые, рыжая масть 9 %, вороная 8,5 %. Серая масть 7 %, караковая 6 %, буланая 3,2 %, чалость 5,3 %, пегость 0,5 %.
Таблица 4. Масти лошадей карачаевской породы, записанных в V том (1993 г.) ГПК.
| Масти         | Жеребцы          | Жеребцы     | Кобылы           | Кобылы      |
| Масти         | Количество голов | Процент (%) | Количество голов | Процент (%) |
| ------------- | ---------------- | ----------- | ---------------- | ----------- |
| Гнедая        | 53               | 40,8        | 217              | 43,9        |
| Светло-гнедая | 1                | 0,8         | 9                | 1,8         |
| Темно-гнедая  | 35               | 26,9        | 94               | 19,0        |
| Гнедо-чалая   | 1                | 0,8         | 11               | 2,2         |
| Караковая     | 4                | 3,1         | 16               | 3,2         |
| Вороная       | 36               | 27,7        | 141              | 28,5        |
| Рыжая         | —                | —           | 3                | 0,6         |
| Серая         | —                | —           | 4                | 0,8         |
| Всего:        | 130              | 100         | 495              | 100         |

В VI томе ГПК указано, что по результатам последней бонитировки отмечено (в сравнении с материалами V тома ГПК) некоторое потемнение масти жеребцов, увеличение распространённости вороной и караковой мастей, что считается положительным моментом в работе с породой. В табунах кобыл конного завода в сравнении с данными V тома ГПК повысился процент вороной масти кобыл, увеличилось количество караковых кобыл, при сокращении процента гнедых, что так же положительный признак.

## Экстерьер лошади

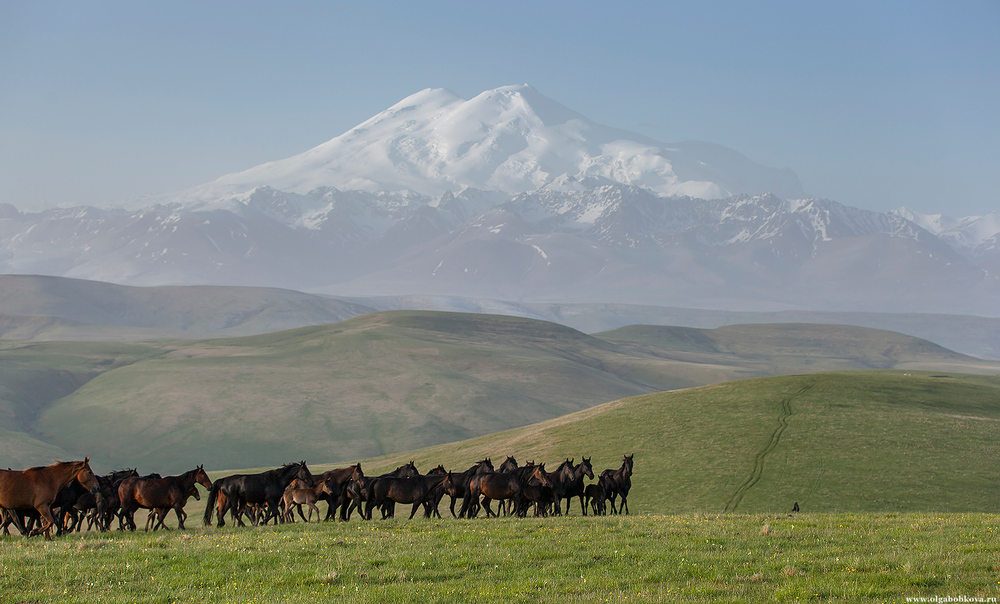
Карачаевские лошади на фоне Эльбруса.

Карачаевская лошадь — типичная горная порода, и это отражается не только на особенностях интерьера, но и на некоторых чертах экстерьера. При росте около 150—155 см, представители карачаевской породы достаточно «глубоки» и широкотелы. Карачаевцам лошадь больше была нужна для работы, чем для войны, и их кони отличаются универсальным, более «упряжным» складом, относительно большей низконогостью и массивностью. Голова карачаевских лошадей средней величины, сухая, слегка горбоносая, с тонкой носовой частью и очень строгими, заостренными ушами средней величины; средней длины и выхода, хорошо обмускуленная шея, иногда с небольшим кадыком. Холка достаточно длинная, не высокая, спина прямая, прочная, поясница средней длины, нормально обмускуленная. Круп у лошадей не длинный, достаточно широкий и немного спущенный; грудная клетка широкая, глубокая, с хорошо развитыми ложными ребрами. Лопатка у карачаевских лошадей средней длины, нередко бывает прямовата. Постановка передних ног лошади широкая, с небольшой косолапостью, в их строении существенных недостатков не отмечается. Задние ноги при правильной постановке нередко бывают саблисты, что вообще характерно для горных пород, в том числе и карачаевской. Копыта у карачаевских лошадей в абсолютном большинстве случаев имеют правильную форму и размеры и отличаются особой крепостью копытного рога. Грива и хвост представителей породы достаточно густые и длинные, нередко волнистые.
Карачаевская лошадь старого типа была небольшого роста и отличалась хорошим и пропорциональным сложением. Она очень вынослива и неутомима в передвижениях по горным дорогам, тропинкам и была незаменима для больших переходов.

## Разведение и использование в XVIII—XX веках
Карачаевская порода лошадей сформировалась предположительно в XIV—XV веках в северо-западной части Приэльбрусья. На богатых пастбищах водораздела рек Каспийского и Чёрного морей, в долинах Кумы, Кубани, Зеленчука, издавна было развито коневодство у горцев. Первые достоверные сведения об этих лошадях относятся к XVII и XVIII столетию. Петр-Симон Паллас (нем. Peter Simon Pallas; 1741—1811), один из главных европейских исследователей в области географии и зоологии, путешественник и естествоиспытатель, в 1793 году посетил регион Пятигорья. Он составил, помимо прочего, подробный этнографический отчёт о своей поездке на Северный Кавказ, в котором отметил, что коневодство и скотоводство являются ведущими отраслями сельского хозяйства карачаевцев:

«Они выращивают небольшую, но выносливую и горячую породу лошадей, которые известны своими выдающимися качествами».— 
Карачаевские лошади должны были быть хорошо приспособленными к работе в горной местности, где на больших высотах воздух более разрежен, быть неутомимыми и выносливыми. С. М. Броневский, автор одной из наиболее основательных книг о народах Кавказа, в начале 20-х годов XIX в. впервые зафиксировал существование карачаевской породы лошадей:

«У них есть мелкая, но крепкая порода горских лошадей, известная под именем Карачаевских».— 

### В Российской империи
Карачай вошёл в состав Российской империи 23 октября (4 ноября) 1828 года. В 1829 году, венгерский учёный и путешественник Жан Шарль де Бесс, в своем подробном описании Кавказа писал:

«Карачаевцы разводят лошадей прекрасной породы; среди них есть такие, которые в Европе стоили бы до двух тысяч франков. Г-н Клапрот утверждал со слов наёмных переводчиков, что в этих краях лошади низкорослые; в действительности же лошади здесь обычно того роста, который пригоден для использования в легкой кавалерии. Кстати, они легки на ходу, и я не знаю другой породы лошадей, которая была бы более подходящей для езды по крутым скалистым склонам и более неутомимой».— 
Занятие коневодством отразилось на языке карачаевского народа, например, примером этого может служить разнообразие названий мастей лошадей — цвета различаются очень тонко, масти лошадей подразделялись почти на сорок оттенков. Особенно больших, тысячных табунов в Карачае того времени не было, да и всего в первой половине XIX в. лошадей насчитывалось примерно 6500 голов, а к 1867 году их уже было 13 625.
Первым известным испытанием качеств карачаевской лошади стал переход отряда генерала П. Д. Бабыча через Марухский перевал, с конца июля по начало августа 1877 года, во время русско-турецкой войны. По данным участника экспедиции Е. Д. Фелицына, требовался вьючный транспорт до 1000 лошадей. На расстоянии более 150 верст, то есть почти до самого Сухума (он был целью экспедиции, и был занят 20-го августа), отряд шёл по безлюдной, чрезвычайно пересеченной местности, отличающейся дикой природой, тропа, нанесенная на пятивёрстную карту, на деле не существовала; нельзя было найти даже и признаков тропы. Движение отряда замедлял большой вьючный обоз (в отряде было до 950 разных вьюков). Опытные проводники из горцев недоверчиво качали головами, посматривая на движущиеся колонны, солдаты и офицеры так же были исполнены мрачных ожиданий пути. У кубанских черкесов издавна Марухский перевал считался, не без основания, самым трудным, его всегда избегали, и для сообщения с Абхазией выбирался иной путь через главный хребет. Е. Д. Фелицын отмечал, что без горского транспорта отряд «не мог двинуться в столь трудный поход», и что «присылка из-за Кавказа черводаров не заменила бы карачаевских лошадей».
Карачаевские табуны были относительно многочисленны, несмотря на земельный голод, который снижал общее поголовье.
В работе Бентковского «Список табуновладельцев Северного Кавказа, желающих состоять под покровительством Кавказского коннозаводского округа, с показанием числа и сортов разводимых лошадей и заявленных ими желаний с целью улучшения коневодства» на первом месте по Баталпашинскому уезду стоит карачаевец Ожай Байчоров. К этому времени (70-е годы XIX века) его собственный табун лошадей насчитывал уже 500 голов лошадей, из них 20 жеребцов, 300 маток, остальное молодняк. Жеребцы у него были как карачаевской породы (в списке названы — «байчоровской»), так и кабардинской («атажукинской») и абазинской («лоовской»), матки все карачаевские («байчоровской породы»).
Лошади карачаевской породы разводились так же и для сдачи в воинские части, а так как в Кубанской области больше всего требовались казачьи лошади, то для пополнения казачьего войска, карачаевцы-коннозаводчики выращивали определённый тип строевых лошадей — «под казачье седло» или как называли таких лошадей сами карачаевцы — къазакъ ат, — казачья лошадь. Рост её должен быть примерно 2 аршина и 2 вершка. Отбирали соответствующие экземпляры среди производителей, а порой производили скрещивание с другими породами. Лошади находили сбыт не только в Кубанской, но и в Терской областях, где их также охотно покупали для строевой службы. Увеличение спроса приводило к росту цен. Кобылы, которые в 80-е годы XIX века продавались по 40 рублей, в 90-е годы продавались уже по 60— 70 рублей. Цена жеребцов доходила до 150 рублей.
Горские табуны были главными источниками комплектования строевыми лошадьми казачьих военных частей, ежегодная потребность которых в конце XIX в. равнялась 5458 лошадей. В записке в Главное управление казачьих войск, наказной атаман Кубанского казачьего войска генерал-майор Малама от 19 марта 1894 года всех коневодов Кубанской области делит на четыре группы. Говоря о коневодах-горцах, карачаевцах, он пишет:

«4-ю группу, самую многочисленную и наиболее бедствующую, составляют коневодчики-горцы. Населяя юго-восточную часть Кубанской области, группа эта ютится в местах по преимуществу малоудобных для земледелия, почему скотоводство вообще, между которым первое место занимает коневодство, составляет главное занятие населения этих мест. В настоящее время коневодство среди них сильно упало, как в количественном, так и в качественном отношении, тем не менее ещё и теперь горские табуны могут считаться главным источником комплектования казачьих частей строевыми лошадьми…Если горскому населению не будут предоставлены льготы в пользовании пастбищами всей нагорной полосы, то горское коневодство падет ещё ниже, и казачье население останется без лошадей».— 
Говоря о развитии коневодства у горцев Баталпашинского, Лабинского и Екатеринодарского отделов, А. Атманских подчеркивал роль Карачая:

«Карачай в данном случае играет очень значительную роль, снабжая строевыми лошадьми большинство казачьих полков Кубанского войска и сбывая, вообще до 10 000 лошадей ежегодно».— 
Тавра крупных карачаевских коннозаводчиков были утверждены официальными органами, и лошадей с этими таврами охотно покупали для пополнения казачьих частей. Значительным был также экспорт карачаевских лошадей и скота в Закавказье. Из Тебердинской долины скот перегоняли через Клухорский перевал, а из Большого Карачая через Махарский.
Уменьшение пастбищных угодий вынуждало карачаевцев, как и других горцев Кубанской области, перейти от табунного коневодства к косячному. Разбивка табунов на более мелкие подразделения — косяки во главе с одним жеребцом, позволяла ограничиваться меньшими пастбищными пространствами. Перестройка коневодческого дела на новый лад происходила главным образом в коневодческих хозяйствах карачаевских князей (биев). Князья Крымшамхаловы и особенно Дудовы не сумели перевести хозяйства на новый, товарный тип, и поэтому их хозяйство, и особенно коневодство, приходило постепенно в упадок. Лидерами в коневодстве стали Байчоровы, Текеевы, и др. Конкурентами Ожая Байчорова были учкуланские Байчоровы — семья Джамбулата. К 1894 году сын Джамбулата, Тинибек Байчоров стал самым крупным коннозаводчиком в Карачае, и имел табун около 1000 лошадей.
В конце XIX века в Карачае было немало и других владельцев лошадей, имевших табуны по нескольку сотен голов: Байрамуковы, Джараштиевы, Крымшамхаловы, Кубановы, Текеевы и другие. Байчоровская порода была гнедой масти, считалась неприхотливой, обладала твёрдыми крепкими копытами, отчего имела большой спрос у казаков; лошади табунов Байрамуковых были серого, Кубановых — рыжего, лошади Джараштиевых — красного окраса. Эти последние («джаражды») славились красотой и изяществом, и служили «лучшим подарком», к концу позапрошлого века на Северном Кавказе было широко распространено такое мнение, что самые красивые лошади имеются в табунах карачаевского коннозаводчика Джунуса Джераштиева.
Горно-вьючные качества лошадей так же пользовались спросом. В 1899 году в Кубанскую область от ИРГО командировался сотрудник Н. А. Буш, чтобы исследовать ледники и растительность, но лошади, купленные в Майкопском отделе, оказались неподходящими для путешествий по горам, и он рекомендовал приобретать карачаевских горных лошадей и нанимать проводников в Карачае.
В конце XIX в. коневодство и овцеводство оставались главным занятием карачаевцев.

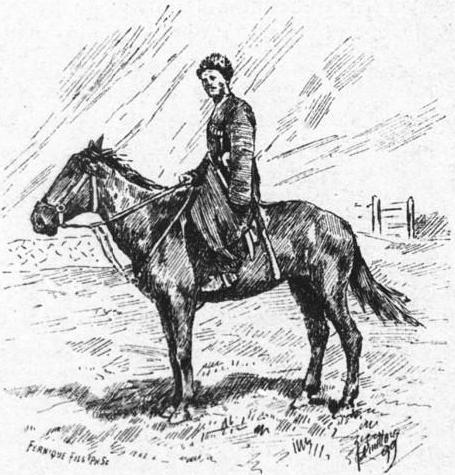
Карачаевец на лошади. (Cavalier Koratchai. Grove, Florence Craufurd. Le Caucase. 1899. P.32).

В начале прошлого века, т. н. Абрамовская комиссия, командированная в Карачай для урегулирования земельных вопросов, отметила важность карачаевского коневодства и скотоводства в товарном обороте области. Скотоводство и коневодство в Карачае имело огромное, как указывали современники, значение не только в смысле сбыта живого скота и его продуктов на местные рынки, но также имело широкое распространение, путём перегона, в пределах Терской области, Тифлисской и Кутаисской губерний, куда сбывали карачаевцы свой скот и знаменитых овец карачаевской породы целыми стадами, а большинство казачьих полков Кубанского войска снабжалось отличными, как считали, строевыми лошадьми. В этом отношении местные исследования показывали, что карачаевцы ежегодно продавали 9595 лошадей, 30787 голов рогатого скота и 107552 овцы на сумму 2940660 рублей.

### В Советском Союзе
Гражданская война нанесла огромный ущерб карачаевскому коневодству. Тысячи лошадей погибли или были уведены во время военных действий на Северном Кавказе. До революции, по данным Абрамовской комиссии (1907), общая численность поголовья в Карачае составляла 33758 лошадей.
В 1925/26 году, по данным У. Алиева, общая численность лошадей в Карачае составляла 11970 голов. В дореволюционное время имелись пользовавшиеся известностью большие конские заводы частных владельцев, для разведения племенных лошадей. За время Гражданской войны, все заводы практически ликвидировались.
В СССР местная карачаевская лошадь заслужила заботу, её значение было оценено в первые годы Советской власти. «Конь — крылья мужчины», — гласит старинная карачаевская пословица. До конца XIX века, карачаевцы лошадей не запрягали. Уход за лошадьми был более тщательным, лошадей таврили тамгами (фамильно-родовыми знаками).
В 1922 году на собрании табуновладельцев Карачая, была выбрана комиссия по возрождению коневодства. Недалеко от г. Кисловодска учредили конный завод, племенной совхоз, а в 1927 году в Первомайском создана государственная конюшня. Продукция коневодства оказывала большую помощь колхозам. Карачаевская лошадь ежегодно вывозилась далеко за пределы КАО.
В 1929 году в области был создан Госплемхоз карачаевских лошадей, который преобразовали в 1930 году в Карачаевский конный завод, ставший главным репродуктором породы и возглавивший всю систему племенной работы. На 1 января 1931 года в заводе имелось 5 жеребцов, 304 матки и 421 голова молодняка.
В известном пробеге вокруг Кавказского хребта зимой 1935/36 года, участвовало 6 карачаевских и 4 улучшенные карачаевские лошади. В пробеге принимало участие 48 лошадей различных пород, 48 джигитов разных национальностей. Стартовал пробег на Пятигорском ипподроме под новый год. Труднейший переход общей протяженностью 3000 км был совершен зимой в 47 ходовых дней, в среднем по 63,9 км в сутки. Особенно трудными участками пути были переходы через Клухор и Сурамский перевал, а также Водонасосная — Девичи (84 км), совершенный при встречном 11-бальном штормовом ветре.
Пробег показал значительную, при передвижении на пересеченной местности, стойкость карачаевской лошади. На Клухорском перевале, передовые карачаевские лошади выполняли роль «снегоочистителей», или «бульдозеров». Например, рыжий карачаевский жеребец Гранат, из КТФ колхоза «Ленин Джол» (а. Каменномостский), будучи «снегоочистителем» на Клухорском перевале и совершив в труднейших зимних условиях переход за 49 дней свыше 3000 км, пришёл к концу пробега бодрым и здоровым. 14 февраля 1936 года, конники вернулись в Пятигорск.
Через месяц участники этого перехода, в том числе и карачаевские лошади, совершили скоростной пробег Пятигорск — Ростов. Весь путь, длиною 600 км, по грязной дороге, был пройден за 5 дней, максимальный суточный переход равнялся 150 км. Имеются так же сведения, об участии карачаевских лошадей в пробеге Ленинакан — Сухуми и Ростов-на-Дону — Тбилиси.
Карачаевская лошадь является лошадью особой горной породы, полученной в результате долгой работы над ней коневодов — карачаевцев. В 1936 году в Карачаевскую область был направлен генетический отряд экспедиции Всесоюзной академии наук, обследовавший карачаевское коневодство.

«Единичные попытки некоторых крупных коневодов метизировать свою лошадь культурными верховыми и даже рысистыми жеребцами не отразились сколько-нибудь серьезно на физиономии породы»— 
— писал, помимо прочего, по итогам обследования карачаевской лошади, специалист по коневодству, старший научный сотрудник Б. П. Войтяцкий. Карачаевская лошадь, по экстерьеру, не выделялась раньше красотой: она была недостаточного роста, с сухими формами, зато она очень вынослива и неприхотлива. Современная лошадь значительно отошла от этого типа, достигая до 160 см в холке.

#### Организация Карачаевского ГПР
1 сентября 1937 года СНК СССР принял постановление о введении породного районирования всех видов скота, в том числе и лошадей. С учётом ценности карачаевской лошади как улучшателя для конских массивов мелких лошадей горных республик Северного Кавказа и Закавказья, и производства боевой и горно-вьючной лошади для нужд Красной Армии, Совет Народных Комиссаров СССР своим решением от 1 сентября 1937 года обязал Наркомзем Союза ССР организовать в Карачае племенной рассадник карачаевской лошади, — создание которого организационно и завершилось в 1938 году. Согласно первой бонитировке (определение племенной ценности), сделанной в 1937 году, выявлен в коневодческих товарных фермах КАО следующий породный состав:
Таблица 5. Породный состав КТФ Карачаевского ГПР.
| Порода и степень кровности             | Жеребцы   | Жеребцы     | Кобылы    | Кобылы      |
| Порода и степень кровности             | Абсолютно | Процент (%) | Абсолютно | Процент (%) |
| -------------------------------------- | --------- | ----------- | --------- | ----------- |
| Карачаевские                           | 132       | 66,4        | 2742      | 79,2        |
| Улучшенные карачаевские                | 28        | 14,1        | 367       | 10,6        |
| Англо-и англо-арабо-карачаевские       | 10        | 5,0         | 125       | 3,6         |
| Кабардинские и улучшенные кабардинские | 17        | 8,5         | 69        | 1,9         |
| Прочие                                 | 12        | 6,0         | 161       | 4,7         |
| Итого по ГПР                           | 199       | 100         | 3464      | 100         |

Госплемрассадник много работал над улучшением качеств карачаевского коня. В довоенное время работа по улучшению породы лошади шла по двум направлениям:
а) разведение карачаевской породы лошади в себе, то есть путём отбора маток и подбора жеребцов внутри породы;
б) прилитие крови английской лошади через чистокровных и полукровных жеребцов.
Породный состав коневодства в фермах Карачаевской области был в 1940 году следующий: поголовье лошадей на конефермах на 1/VII-40 г. достигало 19 970 голов, из них породных и улучшенных 13 034.
Таблица 6. Изменение средних промеров лошадей в Мало-Карачаевском конном заводе (по А. С. Красникову).
| Годы | Жеребцы        | Жеребцы      | Жеребцы      | Кобылы         | Кобылы       | Кобылы       |
| Годы | Высота в холке | Обхват груди | Обхват пясти | Высота в холке | Обхват груди | Обхват пясти |
| ---- | -------------- | ------------ | ------------ | -------------- | ------------ | ------------ |
| 1930 | 149,0          | 171,2        | 18,7         | 140,5          | 168,8        | 17,6         |
| 1946 | 157,6          | 188,0        | 20,2         | 152,4          | 183,4        | 18,4         |
| 1953 | 158,2          | 188,4        | 20,4         | 154,0          | 186,0        | 18,8         |
| 1963 | 158,5          | 185,4        | 20,3         | 153,3          | 185,6        | 19,3         |

Показатели работы Карачаевского ГПР в деле развития породного коневодства и количественного роста поголовья конского состава и конеферм, были значительно выше почти всех госплемрассадников Союза. Карачаевский госплемрассадник, участвуя на ВСХВ 1939 года, из всех 13 коневодческих рассадников Советского Союза, был вторым участником этой выставки и был занесен в книгу почета. Успехи Карачаевского ГПР, достигнутые им в 1938 г., в результате которых он завоевал право быть участником выставки 1939 года, в 1939 году им перекрыты. В результате Карачаевский рассадник был утвержден участником Всесоюзной выставки, следующего 1940 года, выводя в ряд передовых отстающую отрасль животноводства Советского Союза — коневодство.
На Всесоюзной сельскохозяйственной выставке 1940 года были продемонстрированы большие достижения животноводов, представляющих сельское хозяйство КАО. Коневодство области и, главным образом, госплемрассадника было представлено значительным количеством экспонатов, демонстрирующих достижения в области воспроизводства племенной и боевой карачаевской лошади.
Показатели деятельности Карачаевского государственного рассадника, были результатом работы хорошо организованного коллектива специалистов-коневодов с передовиками коневодческих ферм, и за каждым показателем скрывался труд отдельных колхозников:

«Карачаевцы — потомственные коневоды. Поэтому не редки случаи, когда их приёмы в работе являются творческим созиданием, которое передается из поколения в поколение. Haпример, 75-летний колхозник артели „Ленинская Кузня“ аул Кызыл-Покун, Мало-Карачаевского района Биджиев Абдулла, работающий в конеферме с первых дней её организации, свой опыт по выращиванию замечательных племенных лошадей передает своему сыну Магомету, который вместе с отцом работал на конеферме все время. Оба они, как и вся ферма, являются участниками Всесоюзной сельскохозяйственной выставки 1940 года».— 
КАО располагала большими конскими ресурсами и в количественном отношении лошадей, была почти равна конепоголовью таких союзных республик, как Грузинская, Таджикская и Армянская, отдельно взятых. Поэтому было неудивительно, что в животноводстве Карачая, такая отрасль сельского хозяйства, как коневодство, занимала второе место после крупного рогатого скота. На 100 хозяйств колхозников в обобществлённом секторе Карачая, конепоголовье было в полтора раза больше, чем на это же число хозяйств по СССР.
На карачаевских лошадей были заведены племенные книги, куда они заносились наравне с кабардинскими. В первой выпущенной в Союзе инструкции по бонитировке племенных лошадей, карачаевская лошадь отнесена к группе из 19 племенных улучшающих пород. Во время немецкой оккупации КАО (август 1942 — январь 1943 г.), ценное поголовье было временно эвакуировано колхозниками в Грузию. В размещении его на новом месте и обеспечении условий для работы, большую помощь оказал командующий Закавказским фронтом, генерал армии И. В. Тюленев.

#### Лишение породного статуса (1943)
Развитие карачаевской породы лошадей было в известной мере нарушено и замедлено в 1943 году, когда карачаевский народ был подвергнут репрессиям и депортирован в республики Средней Азии. Карачаевскую породу отнесли к кабардинской и во 2-й, 3-й и 4-й тома ГПК она записана под этим названием. Карачаевских лошадей с 1943 г. и в специализированной литературе безосновательно причисляли к кабардинской породе. Вызвано это было мотивами, далекими от зоотехники, связанными с репрессиями, обрушившимися на карачаевский народ.
Таблица 7. Пример.
| Генеалогическое древо карачаевского жеребца 340 Добрый 78, переданного в конце 1950-х годов в КБАССР. | Генеалогическое древо карачаевского жеребца 340 Добрый 78, переданного в конце 1950-х годов в КБАССР. | Генеалогическое древо карачаевского жеребца 340 Добрый 78, переданного в конце 1950-х годов в КБАССР. |
| --- | --- | --- |
| Указаны, как представители карачаевской породы.                                                       | Указаны, как представители карачаевской породы.                                                       | Указан как кабардинский, в III томе ГПК (1953).                                                       |
| 21 Даусуз, карачаевский.                                                                              | 136 Далхат, 1932 г. р., карачаевский жеребец.                                                         | 340 Добрый, 1947 г. р.                                                                                |
| Хатри 604, карачаевская.                                                                              | 136 Далхат, 1932 г. р., карачаевский жеребец.                                                         | 340 Добрый, 1947 г. р.                                                                                |
| Балл 7, карачаевский.                                                                                 | 0125 Басня, 1940 г. р., англо-карачаевская.                                                           | 340 Добрый, 1947 г. р.                                                                                |
| 0378 Silvj, англо-карачаевская.                                                                       | 0125 Басня, 1940 г. р., англо-карачаевская.                                                           | 340 Добрый, 1947 г. р.                                                                                |

Однако, карачаевские лошади разводились где и раньше, на территории бывшей Карачаевской АО, участвовали в пробегах, выставках. В Мало-Карачаевском конном заводе «путём чистого разведения карачаевских лошадей и небольшого вводного скрещивания с чистокровной верховой породой выведен новый укрупненный заводской тип карачаевских лошадей. Этот тип апробирован комиссией Министерства сельского хозяйства СССР».
Карачаевский жеребец Дредноут, линии Даусуза, стал чемпионом Ставропольской краевой выставки (1948 г.) и всесоюзным рекордистом породы (трёхлетки) на 3000 метров — 3 мин. 44 сек. в 1947 году. Основатель новой линии Дубочек, гнедой, 1948 г. р., получил аттестат 1-й степени на ВСХВ г. Москва (1955 г.).
В выведении терской породы лошадей участвовала и карачаевская лошадь. Также лошади вывозились в другие заводы и хозяйства. Например, для использования в племенном разведении в Кабардино-Балкарии было отправлено (записанных во II—V томах ГПК) 66 жеребцов карачаевской породы и 64 англо-карачаевских жеребца. В томах племкниг указывается и на использование на конных заводах и племенных фермах Кабарды 19 жеребцов, рождённых от ввезённых туда карачаевских херебцов-производителей, и 2 жеребцов от англо-карачаевских. По данным госплемкниг, на Малкинский конный завод № 34 и в другие коневодческие хозяйства было продано и передано до 1953 года 43 карачаевские кобылы и 41 англо-карачаевская кобыла.
В 1955 году была прекращена племенная работа на Кабардинском и Малкинском заводах в КБАССР, а сами заводы ликвидированы. Для возобновления племенной работы в 1958 году, возрождаемый Малкинский завод № 34, был укомплектован лошадьми с Малокарачаевского конного завода № 168. Были переданы с 1958 года, жеребцы 340 Добрый, 0149 Ахтыр, 502 Заряд, 617 Ансамбль. Также были отправлены 104 карачаевских и англо-карачаевских кобыл. О работоспособности же карачаевских лошадей с начала 1960-х до распада СССР судить трудно, поскольку никаких испытаний не проводилось.
В Москве на ВДНХ в 1987 году, жеребец по прозвищу Дебош (хозяин Салпагаров Магомет) занял первое место, став чемпионом ВДНХ.

#### Восстановление породы (1989)
Почти до середины 1960-х годов термин «карачаевская лошадь» практически не встречается в литературе по коневодству, например, нет его в «Книге о лошади» (1952, составлена под руководством С. М. Буденного), «Альбом пород лошадей СССР» (1953, Афанасьев С. В.), нет и в книге «Коневодство» (1961, В. И. Калинин, А. А. Яковлев). Благодаря усилиям карачаевских коневодов, помощи А. С. Красникова (доклад ученому совету ВНИИ коневодства от 15 апреля 1963 г.), термин вернули на место, но до 1980-х, карачаевской лошади отказывали в самостоятельном породном статусе. Только в конце восьмидесятых годов дискриминационное решение о причислении карачаевских лошадей к кабардинской породе было отменено, и порода вновь получила статус самостоятельной, войдя отдельным разделом в 5-й том Госплемкниги, в которую было записано 130 карачаевских жеребцов и 495 кобыл. В 1990 году карачаевская порода вновь рассматривается как самостоятельная.

### В Российской Федерации
Времена после распада СССР отразились на карачаевском коневодстве далеко не в лучшую сторону. Однако, коневоды и энтузиасты сделали все возможное, чтобы не утратить самобытную горную породу.
В 1998 году в целях популяризации породы, 12 августа группа конников Карачаево-Черкесии, во главе с заслуженным специалистом республики К.-Г. Урусовым и А. Тебуевым, с тремя карачаевскими лошадьми (Даур, Хурзук, Имбирь) совершила беспримерный подъём на восточную вершину горы Эльбрус (высота вершины, 5621 метра над уровнем моря), а в 1999 году, 18 августа, такое же восхождение (лошади — Игилик, Даур, Имбирь) было совершено и на западную вершину (высота 5642 м.) этой высочайшей горы Европы. Эти восхождения, были первыми случаями конных восхождений на Эльбрус.
В условиях Подмосковья карачаевские лошади стали известны как отличные верховые для длительных прогулок и охоты. Карачаевские лошади в недавнем прошлом пользовались «высоким спросом» со стороны пограничников, приезжавших даже из Среднеазиатского округа. Их считали «лучшими лошадьми» для пограничной «службы в горах».

## Современная карачаевская лошадь
Лошади карачаевской породы в настоящее время разводятся в хозяйствах Карачаево-Черкесской Республики, а также и за её пределами, за границей. В республике по состоянию на 2006 год, в Карачаевском конном заводе имелся конский состав в 260 племенных карачаевских кобыл, работали также 17 коневодческих ферм, большая часть которых получила на федеральном уровне статус племенных хозяйств.
В 2001—2002 годах в указанных хозяйствах В. А. Парфеновым и сотрудниками республиканского Министерства сельского хозяйства была проведена бонитировка карачаевских лошадей производящего состава. В конном заводе из пробонитированных лошадей отнесено к классу Элита 87,5 % жеребцов и 74,2 % кобыл. На коневодческих фермах, к классу Элита отнесено 53 % жеребцов и 64 % кобыл. Животных 2-го класса среди карачаевских жеребцов не выделено, среди кобыл они составили 4 %. Средние промеры кобыл в конном заводе составили: высота в холке 152,5, обхват груди 187,8 и обхват пясти 19,1 см. Промеры карачаевских жеребцов соответственно: 157,8 — 189,8 — 20,3 см. На коневодческих фермах КЧР эти промеры у кобыл: 151,9 — 185,4 — 19,04 см.
Повышается интерес к карачаевским лошадям и за пределами КЧР. К 2006 году уже созданы племенные коневодческие хозяйства в Предгорном районе Ставропольского края, в Можайском районе Московской области, у частного коннозаводчика в Чешской Республике и у отдельных владельцев в Германии. В Кабардино-Балкарию было продано около 1000 карачаевских кобыл, что стало самым большим вливанием в кабардинскую породу лошадей, за всю историю взаимодействия пород.
Карачаевская порода лошадей является одной из старейших отечественных пород. На 2008 год, в республике имелось порядка 20 тысяч лошадей этой породы. Налажен и ведётся индивидуальный племенной учёт конепоголовья, проводится ежегодная бонитировка лошадей с их обязательным таврением и занесением данных в племенные карточки. Государственная племенная служба МСХ КЧР отмечала, что в племенных хозяйствах республики имеется (на 2008 г.) уже более 3 тысяч племенных лошадей карачаевской породы с официальными паспортами и подтвержденным происхождением.
Карачаевские лошади уже достаточно широко известны за пределами КЧР и РФ. Карачаевская лошадь получила в Германии статус самостоятельной породы, племенной союз провинции Гессен открыл регистр для лошадей с карачаевским происхождением.
Растущий интерес к породе обусловлен её оригинальными качествами, и накладывает дополнительную ответственность на коннозаводчиков, так как возрастают требования к достоверности племенных документов на лошадей. Поэтому, МСХ КЧР и ассоциация коннозаводчиков «Каракёз» решили использовать метод контроля происхождения карачаевских лошадей по генетическим маркерам. Долгосрочный договор о сотрудничестве, при содействии официального представителя МСХ КЧР Наталии Шамбо, был заключен в январе 2008 года между МСХ КЧР и крупнейшей французской лабораторией, действующей в системе государственных научных институтов INRA и являющейся членом Международного общества генетики животных (ISAG). По результатам анализов будет создан генетический профиль карачаевской породы лошадей.
В октябре 2007 — январе 2008 г., была проведена бонитировка лошадей в конефермах КЧР и на ферме Энтлиха в Чехии. Положение о государственной племенной книге, печать, тавро, паспорт племенной лошади, утверждены 1 июня 2009 г. в МСХ РФ.
В 2010 году, выпущен VI том племенной книги карачаевской породы лошадей, подготовленный к изданию под руководством доцента В. А. Парфенова и доцента В. Х. Хотова.

## Современное использование
Карачаевские лошади в сельском хозяйстве используются под седлом, для перевозки вьюков, в упряжке, в том числе пароконной. Сфера туризма, использует лошадей для конных прогулок. Карачаевских лошадей можно использовать в погранвойсках, при условиях высокогорья. Лошади этой породы, используются в конном спорте, особенно помеси с верховой, например, англо-карачаевские лошади, как более резвые. Следует отметить так же участие в специальных породных выставках, достаточные физические кондиции для пробегов, в том числе и для высокогорных. Также можно использовать карачаевских лошадей, для племенной работы с другими породами.
Выставки (примеры):
- На самой крупной в России, проходящей в Москве конной выставке «Эквирос», в 2003 году жеребец Дамаск карачаевской породы (2000 г. р., Карачаевский конный завод), был в списке золотых медалистов[68].
- Жеребец карачаевской породы, Карагёз, получил Диплом Первой степени, как лучший представитель породы на Всероссийской конской выставке «Эквирос-2005», рождён в Карачаевском конзаводе[11].
- Первый  и  единственный  двукратный  чемпион  карачаевской  породы  жеребец  Сармат (вл. Рашид  Акбаев). Получил  диплом  "Победитель  ринга  выводки  жеребцов  карачаевской  породы" ( всего  было  представлено  5  жеребцов)  на  Первой  конной выставке  Юга  России, которая  проводилась  в  г. Ростов-на- Дону  с  10-17 октября 2007г. В экспертную комиссию рингов  входили  следующие специалисты:  1. Парфенов В.А.- Московская  Сельскохозяйственная  Академия им. К.А. Тимирязева, РГАУ. 2. Киборт М.И. - научный  сотрудник  ВНИИК. 3. Николаева А.А. - научный  сотрудник  ВНИИК. 4.Дорофеева Н.В. - научный  сотрудник  ВНИИК.  И стал  победителем  Международной  выставки   Эквирос-2008[19], проходившей  с  15-24 августа в г. Москва КВЦ "Сокольники" . Так же  хочется  отметить, что Сармат  был любимым карачаевским жеребцом  доцента  кафедры  коневодства  РГАУ-МСХА им. К.А. Тимирязева  - Парфенова В.А.
- Горец, караковый жеребец, победитель породы на выставке «Эквирос» в 2009 году[69].
- Жеребец по кличке Буракъ из Карачаево-Черкесии стал абсолютным чемпионом Открытого чемпионата карачаевской породы лошадей, проходившего в рамках международной выставки «Эквирос — 2018» в городе Москва[70].

Пробеги (пример):
- 20-22 мая 2011 года в Калужской области прошёл Международный турнир по дистанционным конным пробегам «Караванными Тропами — Весна 2011». Победители (карачаевская порода): на дистанции 160 км: CEI 3* — конь Almaz, на дистанции 120 км: CEI 2* — конь Malysh, третье место — лошадь Kuba, и др.[71]